# رافد (اسم)
رافد هو اسم علم مذكر من أصل عربي، ومعناه هو العاطي المعين من العفل رفد أعطى أعانأسند ساعد و الرافد من يلي الملك في الحكم ويقوم مقامه إذا غاب و النهر الذي يرفد بمائة نهرًا آخر أكبر منه.

## شخصيات تحمل الاسم
- رافد أحمد علوان الجنابي (مهندس ألماني، 1968 – )

## وصلات خارجية
- موسوعة السلطان قابوس لأسماء العرب نسخة محفوظة 5 أبريل 2019 على موقع واي باك مشين.